# جان آر. مک‌فرسون
جان آر. مک‌فرسون (به انگلیسی: John R. McPherson) سناتور سابق عضو حزب دموکرات ایالات متحده آمریکا بود. وی در سال ۱۸۷۷ تا ۱۸۹۵ میلادی سناتور ایالت نیوجرسی در سنای ایالات متحده آمریکا بود.